# Roy Fisher
Roy Cromwell Fisher (Seattle, Washington, 16 de desembre de 1968) és un exjugador de bàsquet nord-americà. Amb 2.03 d'alçada, jugava en la posició d'aler.

## Carrera esportiva
Es va formar a la Universitat de Califòrnia a Berkeley, jugant a l'NCAA. Després de dues temporades a la CBA, el 1993 va fitxar per l'OAR Ferrol de la lliga ACB, on jugaria tota la temporada i faria uns grans números. L'any següent fitxaria pel FC Barcelona Banca Catalana, on seria tallat per Corey Crowder en el mes de març. La temporada 1995-96 jugaria al Joventut de Badalona, i després jugaria una temporada a la lliga israeliana, amb el Maccabi Ramat Gan. El 1997 tornaria a la lliga espanyola per jugar al León Caja España, on jugaria fins al 1999.